# Astragalus cimae
Astragalus cimae är en ärtväxtart som beskrevs av Marcus Eugene Jones. Astragalus cimae ingår i släktet vedlar, och familjen ärtväxter.

## Underarter
Arten delas in i följande underarter:
- A. c. cimae
- A. c. sufflatus